# كأس التحدي اللبناني
كأس التحدي اللبناني هو كأس لبنان السنوي لكرة القدم، يتنافس عليه الفرق التي تم تصنيفها بين 7 و 10 في الموسم السابق من الدوري اللبناني الممتاز لكرة القدم والفريقين اللذين تمت ترقيتهما حديثًا من دوري الدرجة الثانية اللبناني، تأسس الكأس في 2013، والأندية الأكثر نجاحاً في الكأس هي التضامن صور، وشباب الساحل، والراسينغ بيروت.

## الشكل
تقسم الفرق إلى مجموعتان من ثلاثة، والفرق التي تشارك في الكأس هي الفريقان في المركز الثامن والتاسع في موسم الدوري اللبناني الممتاز، والفريقان اللذان تمت ترقيتهما حديثًا من الدوري اللبناني - الدرجة الثانية، حيث يتأهل أول فريقان في كل مجموعة إلى مرحلة خروج المغلوب، حيث يتم التنافس على «الدور نصف النهائي»، ويلعب الفائزان في المباراة النهائية، حيث يتوج الفائز ببطولة المسابقة.
| الجولة          | أندية متبقية | أندية مشاركة | فائزون في الجولة السابقة | مشاركون جدد                   |
| --------------- | ------------ | ------------ | ------------------------ | ----------------------------- |
| مرحلة المجموعات | 6            | 6            | لا شيء                   | 6 فرق الدوري اللبناني الممتاز |
| نصف النهائي     | 4            | 4            | 4                        | لا شيء                        |
| نهائي           | 2            | 2            | 2                        | لا شيء                        |

## الفائزون والنهائيات

### الفائزون حسب السنة
- 2013: التضامن صور 0-0 ( بعد التمديد، 5-3 ص ) الإجتماعي طرابلس
- 2014: شباب الساحل 1–0 نادي البقاع الرياضي
- 2015: شباب الساحل 3-1 الإجتماعي طرابلس
- 2016: راسينغ بيروت 5-1 السلام زغرتا
- 2017: الراسينغ بيروت
- 2018: التضامن صور 3 - نادي الشباب الرياضي الغازيه

### النتائج حسب الفريق
| النادي                      | انتصارات | المركز الثاني | الظهور |
| --------------------------- | -------- | ------------- | ------ |
| التضامن صور                 | 2        | 1             | 3      |
| شباب الساحل                 | 2        | 0             | 2      |
| الراسينغ بيروت              | 2        | 0             | 2      |
| الإجتماعي طرابلس            | 0        | 2             | 2      |
| نادي البقاع الرياضي         | 0        | 1             | 1      |
| السلام زغرتا                | 0        | 1             | 1      |
| نادي الشباب الرياضي الغازيه | 0        | 1             | 1      |

## وصلات خارجية
صفحة "كأس التحدي اللبناني" على موقع كووورة.